# Dreizehn Stühle
Dreizehn Stühle (Alternativtitel: 13 Stühle) ist ein deutscher Schwarzweißfilm von E. W. Emo. Das Drehbuch wurde von Per Schwenzen und E. W. Emo geschrieben. Die Uraufführungen erfolgten am 16. September 1938 im Capitol in Dresden, am 20. September 1938 in Wien und am 18. Oktober 1938 in Berlin im Ufa-Palast am Zoo.

## Handlung
Der Friseurladenbesitzer Felix Rabe reist nach Wien, um das Erbe seiner verstorbenen Tante Barbara anzutreten. Die Tante hinterlässt ihm aber nur 13 Stühle. Um sich die Rückfahrkarte leisten zu können, verkauft er den Nachlass an den Trödler Alois Hofbauer. Als er die Nacht in der Wohnung seiner verstorbenen Tante verbringt, findet er einen Brief, aus dem hervorgeht, dass ihr ganzes Vermögen von 100.000 Mark in einen dieser Stühle eingenäht ist.
Alle 13 Stühle sind aber inzwischen an verschiedene Kunden verkauft worden. Felix verspricht Hofbauer zehn Prozent Anteil am Vermögen, wenn er ihm hilft, die Stühle wieder zu finden. Eine Jagd nach den Stühlen beginnt. Die turbulente Suche führt durch Wohnungen, Bevölkerungsschichten und zu den verschiedensten Personen. Keine Situation bleibt den beiden erspart, zeitweilig werden sie ins Irrenhaus gesteckt. Nach und nach finden sie tatsächlich alle Stühle, aber jeder ist der falsche. Der letzte, der wirklich das Geld enthält, befindet sich in einem Waisenhaus.
Dort ist das Geld im Stuhl aber schon entdeckt worden, und die Oberschwester wie die Waisenkinder sind überglücklich, denn sie halten das Geld für eine edle Spende. Rabe und Hofbauer sehen ein, dass sie von hier nichts zurückfordern können. Doch bald danach werden beide dank eines von Rabe erfundenen Haarwuchsmittels doch noch reiche Männer.

## Hintergrund
Die Idee wurde dem satirischen Roman Zwölf Stühle (russisch Двенадцать стульев) (1928, deutsch 1930) der sowjetischen Schriftsteller Ilja Ilf und Jewgeni Petrow entlehnt. Hauptfigur ist der Gauner Ostap Bender. Wegen der jüdischen Herkunft eines der Originalautoren wird die Vorlage im Vorspann nicht erwähnt. Der Handlungsstrang, in dem ein Friseur und ein Antiquar nach den Stühlen suchen, wurde der ersten Verfilmung des Romans, dem polnisch-tschechischen Film Dwanaście krzeseł – Dvanáct křesel (Zwölf Stühle) von Michał Waszyński und Martin Frič aus dem Jahr 1933 übernommen, dort allerdings mit einem anderen, von der Romanvorlage ebenfalls abweichenden Ausgang der Geschichte.
Die Geschichte von E. W. Emo wurde auch im deutschsprachigen Raum mehrmals verfilmt als Das Glück liegt auf der Straße (1957), als Fernsehserie Rabe, Pilz und dreizehn Stühle (1972) sowie als Fernsehfilm Mein Opa und die 13 Stühle (1997).

## Kritiken
„Streckenweise zwar etwas klamaukhaftes Grotesk-Lustspiel, doch mit Witz und Temperament inszeniert und vergnüglich gespielt.“

„Deutsche Adaption der Sozialismus-Groteske Zwölf Stühle der Sowjetautoren Ilja Ilf und Jewgeni Petrowitsch Petrow – ins bieder Kleinbürgerliche gewendet; […] nicht ohne Witz, aber ohne die Aggressivität der – verleugneten – Vorlage. (Wertung: 2½ Sterne – überdurchschnittlich)“

„Man muß sehend und lachend erleben, welch einen hanebüchenen und eulenspiegelhaften Unfug die Zwei treiben, wie sie unerschöpflich an köstlichen und verrückten Einfällen sind, wie einer den anderen hetzt, so daß sie kurz vor dem überraschenden und glücklichen Ende mit vollem Recht in einer Irrenanstalt landen“